# Vilarelhos
Vilarelhos is een plaats (freguesia) in de Portugese gemeente Alfândega da Fé en telt 335 inwoners (2001).